# Маслов, Фёдор Иванович (композитор)
Фёдор Ива́нович Ма́слов (8 января 1910, Покровское, Симбирская губерния — 13 мая 1993) — советский композитор, хоровый дирижёр; Заслуженный деятель искусств РСФСР (1967).

## Биография
В возрасте 7 лет потерял отца; воспитывался в детском доме. Окончил школу крестьянской молодёжи; учился в Саратовском музыкальном техникуме на инструкторско-педагогическом, затем — на композиторском отделении (класс Л. М. Рудольфа). Учёба была прервана в связи с мобилизацией на борьбу с кулачеством, затем — на проведение коллективизации сельского хозяйства в Сталинградской области.
С 1936 года учился на композиторском факультете Московской консерватории (класс В. А. Белого), с 1937 — параллельно и на дирижёрско-хоровом факультете (класс В. Г. Соколова); окончил консерваторию в 1941 году. Член КПСС с 1939 года.
5 июля 1941 года вступил в народное ополчение (рота Московской консерватории), в составе Краснопресненской дивизии участвовал в боях. С мая 1942 года — в рядах Красной Армии, призван Краснопресненским РВК Москвы. Окончил курсы политсостава; в 1942—1944 годы — заместитель командира роты по политчасти, начальник клуба сапёрной части. С августа 1944 по 1945 год служил художественным руководителем ансамбля красноармейской песни и пляски Дома Красной Армии 2-го Белорусского фронта; старший лейтенант. Ансамбль выступал во фронтовых частях; в послевоенное время давал концерты в польских воинских частях.
С 1945 года — художественный руководитель Ансамблей армейской песни и пляски: Северной группы войск (1945—1947), Харьковского военного округа (1947—1949), Московского округа ПВО (1949—1955). Демобилизован в 1955 году.
В 1963—1968 годы — художественный руководитель Государственного Воронежского русского народного хора.
С 1976 года — и. о.заведующего кафедрой хорового дирижирования Московского государственного института культуры.

## Творчество
Писал музыку с консерваторских времён. Одно из первых произведений — «Колхозная песня о Москве» на слова В. М. Гусева, написанная специально к открытию Всесоюзной сельскохозяйственной выставки в 1939 году. Песни для народных хоров, занимающие ведущее место в его творческом наследии, отличаются строгостью стиля и стройностью структуры.
Его песни исполняли Виталий Власов, Евгений Кибкало, Сергей Лемешев; многие из песен записаны на грампластинки.
Член Союза советских композиторов.

### Избранные сочинения
| оперетта - Король Шутов (совместно с Н. П. Будашкиным, Хабаровский театр музкомедии, 1959) для хора а сарреllа - Семнадцатый год (1957) для хора с фортепиано - Смоленская сюита (1954) - Славица Ленину (1959) для хора и оркестра народных инструментов - Песнь о целине (1963) - Поэма о Ленине (1970, на слова В. В. Маяковского и др.) | для народного хора - Колхозная-застольная (1948) - Зацветут сады над Волгой (1949) - Песня партизан (1954) - Приезжал в деревню Ленин (1955) - Королева полей (1959) - В честь да во славу (1960) песни на слова советских поэтов Я. Л. Белинского, Я. А. Сашина, Я. З. Шведова, Л. И. Ошанина, А. И. Недогонова и др. для фортепиано - Фуга ми-мажор (1939) - Фуга ля-минор (1939) |

См. также Список произведений Ф. И. Маслова

## Награды
- ордена:
  - Красной Звезды (24.9.1945)[2]
  - Отечественной войны II степени (6.4.1985)[1]
- медали[5]:
  - «За боевые заслуги»
  - «За победу над Германией»
  - «20 лет Победы в Великой Отечественной войне 1941—1945 гг.»
  - «30 лет Победы в Великой Отечественной войне 1941—1945 гг.»
  - «40 лет Победы в Великой Отечественной войне 1941—1945 гг.»
  - «30 лет Советской Армии и Флота»
  - «50 лет Вооружённых Сил СССР»
  - «60 лет Вооружённых Сил СССР»
  - «Ветеран труда»
- награды ПНР[5]:
  - орден «Польский крест офицера»
  - три медали
- Заслуженный деятель искусств РСФСР (1967)[4][6][8]

## Комментарии
1. ↑  В источниках указываются также годы рождения 1909[1][2] либо 1911[3].
2. ↑  Ныне — в Атяшевском районе, Республика Мордовия, Россия.
3. ↑  Песня использована в 5-й серии телесериала «В круге первом» (2006).